# Église Saint-Jacques de Santiago Tequixquiac
Pour les articles homonymes, voir Église Saint-Jacques.
La paroisse de Saint-Jacques est l'église catholique et la maison de paroisse de la population de Santiago Tequixquiac, dans la municipalité de Tequixquiac. A toujours appartenu au diocèse de Cuautitlán, État de Mexico et est un sanctuaire où ils adorent l'image du Seigneur de la Chapelle. Cette église est située dans le centre de la ville, près de la Plaza Cuauhtemoc et la bibliothèque municipale à côté de l'Avenida Juárez. Ce bâtiment de style colonial barroque est un monument d'importance architecturale a duré jusqu'à aujourd'hui dans la municipalité de Tequixquiac.
Ce bâtiment a été répertorié comme l'un des dix églises à l'architecture magnifique de l'État de Mexico. La paroisse de Saint-Jacques dans Tequixquiac se distingue non seulement pour son architecture complexe aussi le patrimoine immatériel se manifeste dans et en dehors du temple, et que le patrimoine culturel fait partie de l'État de Mexico, parmi les actifs est la contrepartie des tiges et l'épreuve, ainsi que le chœur dans la célébration de la messe est encore préservée chansons coloniales.

## Galerie d'Église Saint-Jacques

## Personnes inhumées
- Fortino Hipólito Vera y Talonia, né et baptisé dans cette église, fut l'un des premiers évêques de Cuernavaca. Ses restes se trouvent à l'intérieur de cette église, restitués de Cuernavaca à Santiago Tequixquiac en 1938.